# NGC 502
NGC 502，有时也被称为PGC 5034或UGC 922，是雙魚座中的一个透镜状星系。它距离太阳系约1.13 亿光年，1862年9月25日由德国天文学家海因里希·路易·達雷发现。